# NGC 1616
NGC 1616 ist eine Spiralgalaxie vom Hubble-Typ Sbc im Sternbild Caelum am Südsternhimmel. Sie ist schätzungsweise 192 Millionen Lichtjahre von der Milchstraße entfernt und hat einen Durchmesser von etwa 105.000 Lichtjahren. 
Das Objekt wurde am 24. Oktober 1835 von John Herschel entdeckt.